# ホームライナー古河・ホームライナー鴻巣
ホームライナー古河（ホームライナーこが）およびホームライナー鴻巣（ホームライナーこうのす）とは、東日本旅客鉄道（JR東日本）が首都圏で運行していたホームライナーである。宇都宮線（東北本線）で運行されたものが「ホームライナー古河」、高崎線で運行されたものが「ホームライナー鴻巣」である。
また、本項ではこれらの前身であり、日本国有鉄道（国鉄）・JR史上最初のホームライナーでもあるホームライナー大宮（ホームライナーおおみや）についても記述する。

## 概要
1984年（昭和59年）に須田寬の提案により、私鉄各社が朝・夜に運行していた通勤特急をヒントとして、1日の運用を終えた特急形車両の車両基地への回送列車を有効活用して上野駅 - 大宮駅間で設定した列車が起源である。「コーヒー1杯分の料金（当時300円）で特急形車両に乗れる」のうたい文句で宣伝が行われ、運行開始からまもなくして大盛況となり、マスコミが取材に訪れるという事態にまで発展した。後に「ホームライナー大宮」の愛称が与えられたこの列車の運行開始以降、上野駅では1か月で約100万円の収入増となった。この好評を受け、その後国鉄では総武快速線や東海道線・関西圏の阪和線、さらに分割民営化で国鉄線を引き継いだJR各社は日本各地の都市圏で同様のホームライナーを登場させていくこととなる。
JR東日本発足後は、大宮行きであった列車を古河駅と鴻巣駅にそれぞれ延長し、それぞれ終着駅名をとって「ホームライナー古河」・「ホームライナー鴻巣」として運行した。一時期は新宿駅から山手貨物線・東北貨物線を経由する列車も設定されたが、のちに上野駅発着列車のみの運行となった。
なお、これらのホームライナーと並行して、宇都宮線ではかつては「ホームタウンとちぎ」が運行されており、宇都宮線大宮駅以南と高崎線では高崎・前橋方面へ向かう特急「あかぎ」が運行されている。またそれぞれに東北新幹線・上越新幹線が並行しており、近距離新幹線である「なすの」「たにがわ」が運行されている。これらの特急や新幹線と比較するとホームライナーは短距離通勤客向けの設定となっており、中・長距離通勤客向けの特急・新幹線との棲み分けがなされていた。だが、景気低迷や都心回帰、団塊世代の退職などによって通勤客が減少したことに加え、一般の快速・普通列車にもグリーン車が連結されるようになったこともあり、2000年代後半以降ホームライナーの利用客は減少傾向にあった。
利用客の減少や新設される特急「スワローあかぎ」への置き換えを理由に、2014年（平成26年）3月14日の運行をもって全列車が廃止され、これによって初代ホームライナーの系譜は30年の歴史に幕を下ろした。

## 運行概況
2012年3月17日ダイヤ改正時点での運行概況について記す。
運行開始以来、「ホームライナー古河」・「ホームライナー鴻巣」とも夜の下り方面のみの運行であった。全列車とも平日のみの運行であり、土休日は運行されなかった。乗車は上野駅のみ可能、それ以外の停車駅はすべて降車専用とされていた。
ホームライナー古河
宇都宮線の「ホームライナー古河」（上野駅 - 古河駅間）は上野駅20時30分発の1号、21時02分発の3号の合計2本が運行。全区間の所要時間は1号が62分、3号が63分。
途中の停車駅は浦和駅・大宮駅・東大宮駅・蓮田駅・久喜駅。

ホームライナー鴻巣
宇都宮線大宮駅以南・高崎線の「ホームライナー鴻巣」（上野駅 - 大宮駅 - 鴻巣駅間）は上野駅18時00分発の1号、18時40分発の3号、19時40分発の5号、23時18分発の7号の合計4本が運行。全区間の所要時間は44分 - 51分。
途中の停車駅は浦和駅・大宮駅・上尾駅・桶川駅・北本駅。

## 使用車両・編成
大宮総合車両センター所属の185系7両編成で運転された。
「古河」3号と「鴻巣」3号は、2010年3月12日までは「能登」に充当される西日本旅客鉄道（JR西日本）金沢総合車両所所属の489系9両編成が間合い運用で、同列車の臨時化後2012年3月16日まで新潟車両センター所属の485系6両編成が充当された。

## 沿革
以下では、宇都宮線・高崎線におけるホームライナーの沿革について記す。なお、車両はすべて電車である。
- 1984年（昭和59年）
  - 6月1日 ： 上野発大宮行きノンストップで平日夜間に1本、信越本線特急「あさま」車両の回送の時刻を使用して運行開始。当初は列車愛称は未設定で、上野駅では「普通大宮行き」と案内された。乗車整理券は300円[3]。
  - 7月7日 ： 平日のみから毎日運行に変更[3]。
  - 7月23日 ： 列車愛称を「ホームライナー大宮」（以降「大宮」と記す）とする[3]。
  - 9月10日 ： 常磐線特急「ひたち」の車両を使用して3本体制とする[3]。
- 1985年（昭和60年）3月14日 ： 2本を増発して5本体制となる[3]。
- 1986年（昭和61年）4月7日 ： 全列車浦和駅停車とし、ノンストップ運行が消滅[3]。
- 1987年（昭和62年）6月1日 ： 「白山」車両を用いて1本増発し、6本体制とする[3]。
- 1988年（昭和63年）7月6日 ： 平日に2本ずつ古河駅、鴻巣駅まで延長し、それぞれ「ホームライナー古河」「ホームライナー鴻巣」と命名（以降それぞれ「古河」「鴻巣」と記す）[3]。
- 1989年（平成元年）
  - 3月11日 ： 新宿発の「古河」「鴻巣」を1本ずつ新設（休日運休）。前者は189系・後者は185系を使用。合計8本体制となる[3]。
  - 4月1日 ： 消費税導入により乗車整理券を310円に変更。
- 1990年（平成2年）3月10日 ： 休日の「古河」・「鴻巣」各2本を大宮行きの「ホームライナー大宮」に戻す[3]。
- 1991年（平成3年）3月16日 ： 「大宮」1本を約2時間繰り下げ[3]。
- 1992年（平成4年）3月14日 ： 新宿発の「古河」を185系に置き換え[3]。
- 1993年（平成5年）12月1日 ： 休日の運行を取りやめ、土曜の運行も合計4本に縮小。新宿発の「鴻巣」を特急「新特急ホームタウン高崎」に変更[3]。
- 1994年（平成6年）12月3日 ： 全列車を土曜運休とし、平日のみの運行とする[3]。
- 1995年（平成6年）12月1日 ： 新宿発の「古河」の運行時刻繰上げ[3]。
- 1997年（平成9年）3月22日 ： 長野新幹線（高崎駅～長野駅間）開業および信越本線一部区間の廃止に伴い信越本線用189・489系のホームライナー運用が終了。これにより「大宮」1本を廃止し、もう1本を延長し「鴻巣」に変更[3]。
- 1999年（平成11年）
  - 3月1日 ： ライナー料金を改定し、310円の乗車整理券を500円のライナー券に変更[3]。
  - 12月4日 ： 列車号数の整理が行われる[3]。
- 2001年（平成13年）12月1日 ： 上野発の「鴻巣」1本を増発し4本体制とする[3]。
- 2008年（平成20年）3月15日 ： 新宿発の「古河」を廃止し、「古河」は上野発の2本体制とする。
- 2014年（平成26年）3月15日 ： 「古河」を全列車廃止（1本を普通列車に変更）。「鴻巣」3本を本庄行き特急「スワローあかぎ」に変更、残り1本は廃止。これにより宇都宮線・高崎線のホームライナーは全廃[5]。